# Verseghy Ferenc Gimnázium
A szolnoki Verseghy Ferenc Gimnázium Jász-Nagykun-Szolnok vármegye egyik legrégibb, nagy hagyományokkal rendelkező gimnáziuma. Az iskolát 1831-ben alapították, s 1922 óta viseli a város híres szülöttének, a nyelvújító, költő Verseghy Ferencnek a nevét. Patinás épülete, amelyet 1888-ban építettek, a város legszebb pontján, a Tisza-parton áll a Szigligeti Színház tőszomszédságában.

## Az iskola története

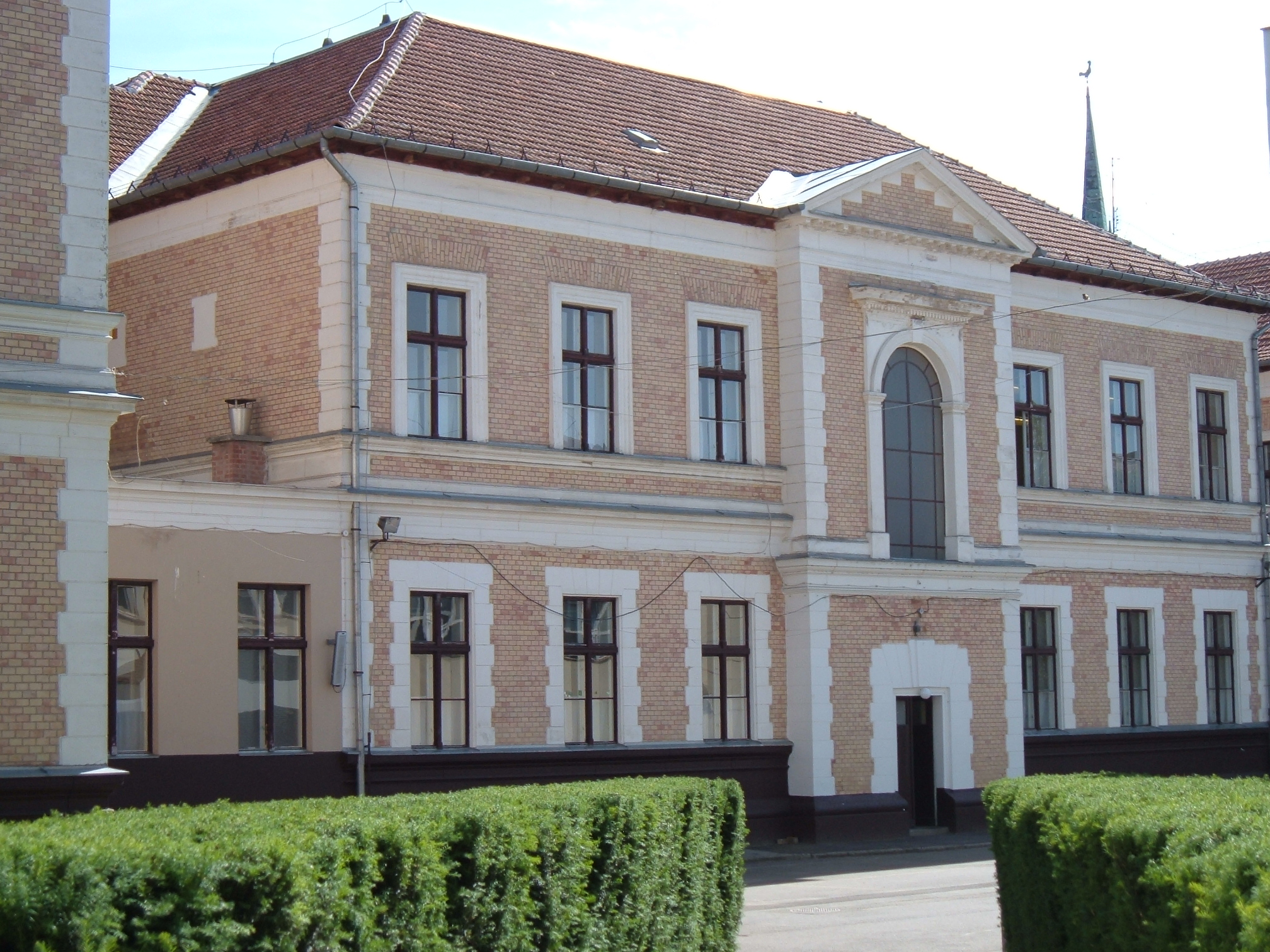
Az épület hátsó homlokzata. A háttérben a református templom tornya látható.

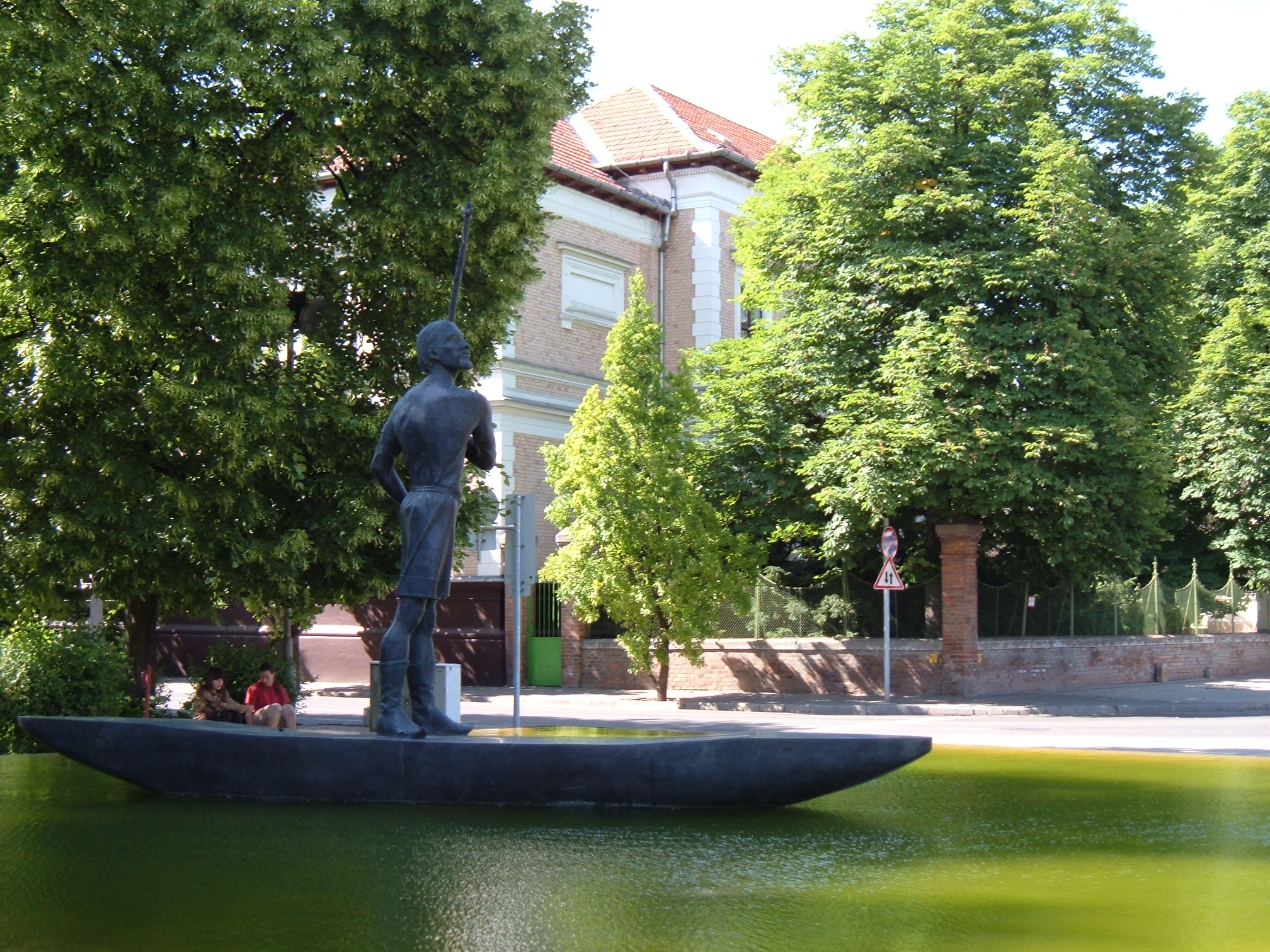
Zounuk ispánnak, a város névadójának szobra a gimnázium épülete előtt.

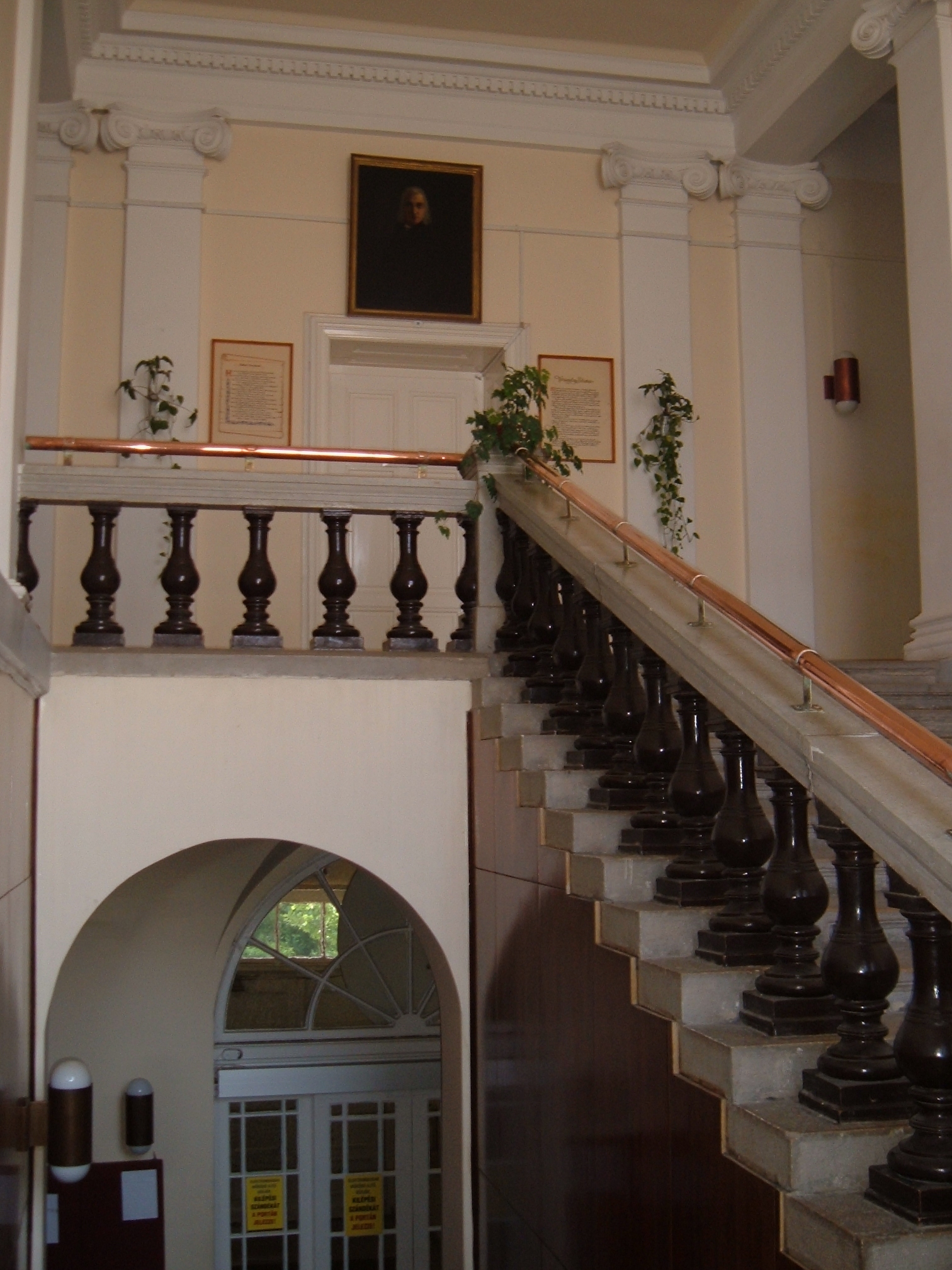
Az 1981-ben felújított épület főlépcsőháza, Verseghy Ferenc arcképével.

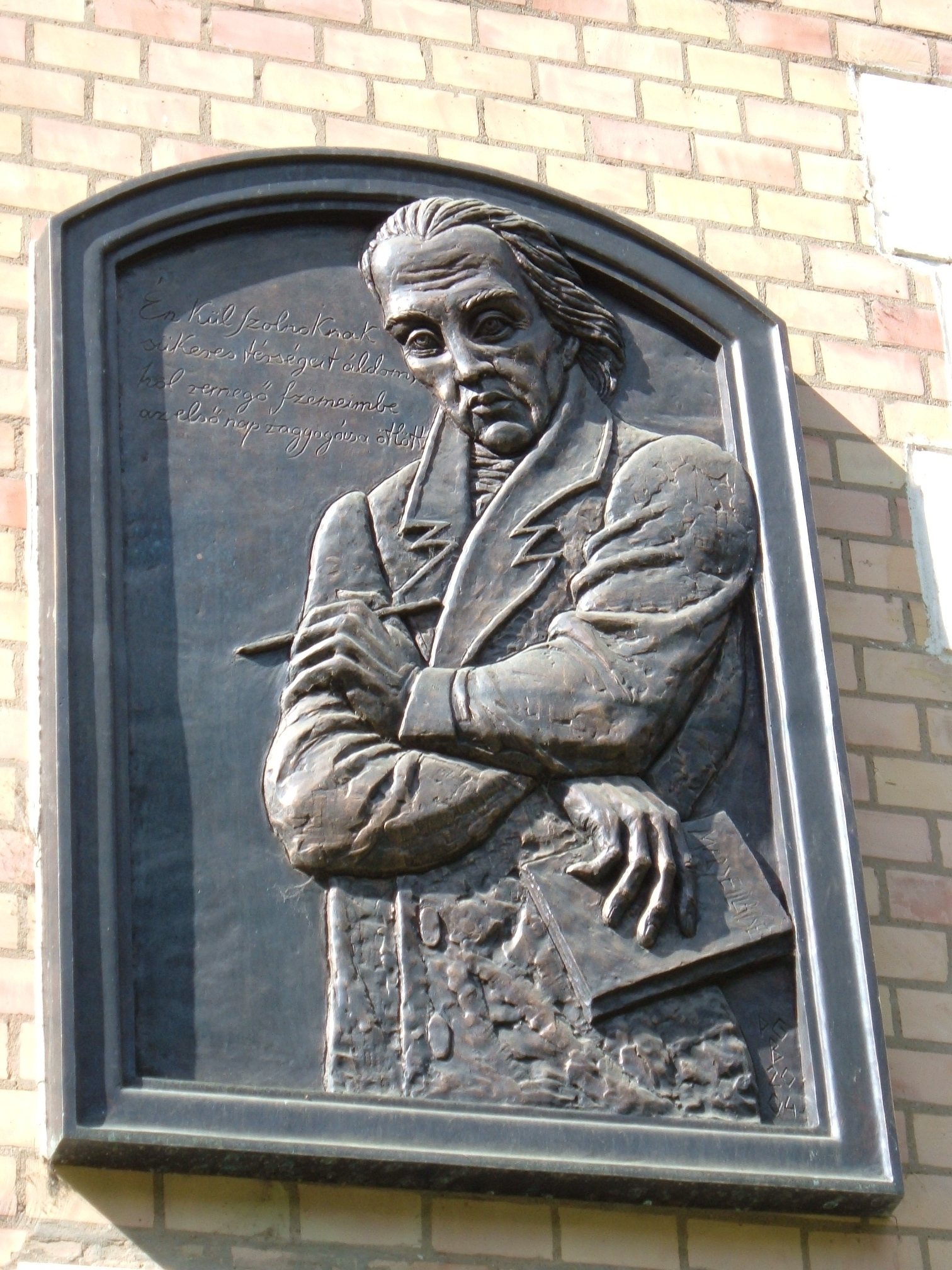
Verseghy domborműve. Az idézet Külső-Szolnok című verséből való.

1831-ben Szolnok város polgárainak kérésére I. Ferenc király engedélyt adott egy nem nyilvános jogú, 6 osztályossá fejleszthető gimnázium megnyitására. Az iskola ideiglenesen a ferences kolostorban működött. Első igazgatója az iskolaalapításban sok érdemet szerzett Dubecz Tamás volt. Az 1835-ben már öt osztállyal működő gimnázium saját épületet kapott, melynek átadását az egész város megünnepelte. (Ez a Templom úti épület még ma is áll.) Az addig nem nyilvános jogú iskola 1844-ben nyilvános jogú nagygimnáziummá lépett elő.
A korábban szépen fejlődő tanintézet az 1848–49-es forradalom és szabadságharc ideje alatt és az azt követő szomorú években nehézségekkel küszködött. Tanulóifjúságának száma megcsappant, az épületet a katonaság, majd hosszú időre a megyefőnök hivatal és lakás céljára vette igénybe. 1852-től a gimnázium működése főként anyagi okokból 10 évig szünetelt.
1862-ben a város lakosságának sürgetésére az iskolát kisgimnáziumként újra megnyitották, de nyilvánossági jogot csak 1867-ben kapott. 1877-ben nyílt meg az V., majd azt követően a VI. osztály, és ezzel az iskola megint nagygimnáziummá lépett elő. Az iskola államosítására 1887-ben került sor: elrendelték 8 osztályossá fejlesztését, és egy új kilenc tantermes épület építését határozták el.
A város legszebb pontján emelt késő eklektikus épület Benkó Károly budapesti építész terve szerint épült 1887-92 között. Az épület helyén állt sóházak egyikében született 1757-ben Verseghy Ferenc költő, nyelvész. Az új épületben 1888 szeptemberében, 8 osztállyal indult meg a tanítás.
A régi vágy teljesült: érettségi vizsga tartására jogosított főgimnáziuma lett Szolnok városának. Az első érettségi vizsgákat 1889 júniusában tartották. A vizsgára jelentkezettek száma 3 fő volt. A következő évben az iskolaépület udvarán emelt új tornacsarnokban megkezdődhetett a tornatanítás is. Az iskola egyenletes fejlődését, tanítási munkáját az első világháború kitörése és az azt követő háborús évek megzavarták. Épületét gyakran vették igénybe katonai célokra. A tanítás csak az 1919/20-as tanévben indult meg újra.
A főgimnázium 1922-ben, a költő halálának 100. évfordulóján vette fel Verseghy Ferenc nevét. A '30-as években is töretlenül fejlődött, nagy szerepet játszott a város kulturális életében. Az iskola tanulói ebben az időszakban értek el először kimagasló sikereket az országos tanulmányi versenyeken.
A második világháború miatt 1944-ben a tanítást felfüggesztették, az épületet a német katonaság vette igénybe. A németek után a szovjet parancsnokság költözött az épületbe. 1945 áprilisában a szovjet parancsnokság visszaadta az épületet, a végzősök már itt ballagtak.
1946-51 között működött az épületben a Mészáros Lőrinc Népi Kollégium, amely sok vidéki gyermek számára biztosított tanulási lehetőséget. 1952-ben az iskola nevét Nikosz Beloiannisz Gimnáziumra változtatták, 1955-ben azonban visszakapta eredeti nevét. A következő években gyors ütemben fejlődött: a tanulók és a tanárok száma fokozatosan nőtt, berendezési tárgyai, a szertárak felszereltsége gyarapodott. 1968-ban a szolgálati lakások megszüntetésével 10 teremmel bővült az oktatásra alkalmas helyiségek száma. Szaktantermeket alakítottak ki, s saját helyiséget kapott a könyvtár is. (Kezdetben egy tanteremben helyezték el, majd néhány "helykereső" költözködés után 1995-ben kapott végleges helyet a könyvtár az iskola dísztermében.)
A gimnázium eddigi fennállása során 1970-ben volt a legnépesebb: 700 tanulóját 36 tanár tanította. Az országos tanulmányi versenyeken ekkor már rendszeresen értek el kiemelkedő eredményeket a diákok.
1981-ben került sor az épület teljes felújítására: új víz-, központi fűtés, csatorna- és elektromos hálózatot építettek, kicserélték a tetőszerkezetet, a padlózatot, a vakolatot, s néhány esetben a belső elrendezésen is változtattak. 1986-ban az 1890-ben épített első tornaterem helyén adták át a modern, jól felszerelt tornacsarnokot. 1995-ben az iskola új épületrésszel gazdagodott, amelyben az ebédlő és a számítástechnika tantermek kaptak helyet.

### Speciális tantervű osztályok
1960-as évek végén indult az első matematika-fizika tagozatos osztály, majd néhány év elteltével fizika tagozatos lett az osztály. 1986-ban ismét profilt váltottak: ekkor megszűnt a fizika tagozat, helyette azóta matematika tagozatos osztály indul.
A '70-es évektől egyre hangsúlyosabbá vált az idegen nyelvek tanítása. Ekkor indultak az első idegennyelvi speciális tantervű osztályok. Kezdetben az egész osztály oroszul tanult, majd 1980-tól kezdve tíz éven át az osztály egyik fele oroszt, a másik pedig angolul tanult heti 7-8 órában. Az 1991/92-es tanévtől kezdve az egész osztály angol speciális tantervű. 1998-ban indult az első német nyelvi speciális csoport.
Az 1991/92-es tanévtől természettudományos osztályok is indulnak.
1980-tól esti majd a '90-es évektől levelező tagozatú osztályok is indultak. A levelező tagozatot 1999-ben szüntette meg a város pénzügyi okokból.

### Alapítványok
1985-ben létrehozták a K. Tóth Lenke-díjat. K. Tóth Lenke a nagy írónak, Móra Ferencnek az unokahúga, keresztlánya, az iskola tanulója volt. 1927-ben érettségizett jeles eredménnyel. Később nyelvszakos tanárként dolgozott, s versírással is foglalkozott. 1982-ben bekövetkezett halála után férje alapítványt hozott létre felesége emlékének megőrzésére. Az alapítvány pénzjutalmát és emléklapját minden tanévben a legjobb tanulmányi eredményt felmutató végzős tanuló kapja meg az iskola tantestületének döntése alapján.
A Verseghys Diákokért Alapítványt 1992-ben hozták létre. Fő céljai az iskola technikai felszereltségének bővítése, a tehetséges tanulók támogatása, a rászoruló diákok szociális segítése, az iskola külföldi kapcsolatainak, illetve a különböző versenyek szervezésének támogatása. Az utóbbi években az alapítvány támogatásával valósult meg az iskolai számítógéppark bővítése, valamint az iskola falán elhelyezett Verseghy-dombormű felállítása.

## Tanulmányi versenyek

### Szegő Gábor Matematikaverseny
Szegő Gábor, a világhírű matematikus 1895-ben született. 1912-ben érettségizett a gimnáziumban. 1995-ben, születésének 100., halálának 10. évfordulója alkalmából hirdette meg először az iskola az emlékversenyt általános iskolásoknak. A háromfordulós versenyen minden évben 3-400 versenyző indul.

### Tarján Imre Fizikaverseny
Tarján Imre Kossuth-díjas biofizikus 1930-ban érettségizett a gimnáziumban. 2000-ben bekövetkezett halála után még abban az évben hirdették meg a róla elnevezett versenyt középiskolás diákok számára. Az Akadémiai Aranyérmes fizikus egykori iskolájában felavatott emléktábláját minden évben megkoszorúzzák a verseny résztvevői.

## Az iskola ma

### Osztályok
A gimnáziumban 4 évfolyamon, évfolyamonként 4 (kilencedik évfolyamon 5) osztályban folyik az oktatás. Jelenleg (2024-ben) 48 tanár oktatja az iskola 16 osztályának 552 tanulóját.
Speciális osztályok:
- természettudományos
- matematika speciális tagozatos
- angol és német/spanyol speciális tantervű
- társadalomtudományos (korábban humán-reál)

### Nemzetközi kapcsolatok
Szolnok testvérvárosainak egyike a baden-württembergi Reutlingen 1990 óta. A testvérvárosi szerződés megkötését követően a két város iskolái közül több is felvette egymással a kapcsolatot. A gimnázium partneriskolája az Isolde Kurz Gimnázium, mely Reutlingen legrégibb középiskolája. 1999 óta minden évben utaznak diákcsoportok Szolnokról Reutlingenbe, és viszont.
A franciaországi Somme megyével való kiváló kapcsolatokat jelzi, hogy a francia megye delegációjának az iskolában tett 2003-as látogatása óta minden évben kap néhány végzős verseghys diák meghívást egy három hetes amiens-i nyelvtanfolyamra.
Az iskola 1999 óta képviselteti magát a „Jeux de tête” elnevezésű szellemi vetélkedőn, melyen három megye (az angliai Durham, a francia Somme és a magyar Jász-Nagykun-Szolnok) szervezésében ötfős csapatok vesznek részt. A játékosok öt logikai játékban (sakk, rummikub, abalone, quads, othello) mérhetik össze erejüket, minden évben más helyszínen.
A Rotary Club nemzetközi ifjúsági csereprogramjának keretein belül rendszeresen érkeznek diákok külföldről (például Kanada, Mexikó, Ausztrália, Brazília), hogy egy-egy tanévet a magyar diákokkal eltöltve megismerkedjenek Magyarországgal.

## Címertörténet
|  |  |

Az első képen látható címert 1932-ig használták: az iskola tanulói fekete bársony Bocskai-sapkán viselték.
1932-ben Brassai Károly, az iskola rajztanára új címert tervezett. A sötétkék mezőben álló három pallos az iskola és a nevelés három fő célkitűzését szimbolizálja: tudomány, művészet, erkölcs.
1945-ben változtattak a címeren: a korona helyére a Kossuth-címer került.
1957-ben Baranyó Sándor festőművész új címert tervezett, melyet a tanulók egyensapkájukon hordtak.
1990-ben az 1932-es tervek alapján Tóth Lajos, az iskola rajztanára tervezte át a régi címert.

## Igazgatók
| 1831–1837  | Dubecz Tamás                   |
| 1837–1852  | Jeszenszki (Dudás) Xav. Ferenc |
| 1862–1863  | Tanács Neitus                  |
| 1863–1864  | Vágó Ferenc                    |
| 1864–1865  | Markó Diénes                   |
| 1865–1866  | Bártfay Kálmán                 |
| 1866–1876  | Vágó Ferenc                    |
| 1877–1899  | Rozsnyai Károly                |
| 1899–1908  | Fesztóry Lajos                 |
| 1908–1911  | Csics Gyula                    |
| 1911–1925  | dr. Ferencsik Lajos            |
| 1925–1936  | Wollek Géza                    |
| 1936–1938  | dr. Sallay Géza                |
| 1938–1942  | dr. Rajnavölgyi (Rausch) Géza  |
| 1942–1944  | dr. Nevelős Ágoston            |
| 1944–1946  | Valent István mb. ig.          |
| 1946–1951  | dr. Bartos Imre                |
| 1951–1952  | Török Lehel                    |
| 1952–1954  | Hack Márton                    |
| 1954–1956  | Hamza Dezső                    |
| 1956       | Kovács Ferenc mb. ig.          |
| 1956       | dr. Selmeczi László            |
| 1957–1974  | Hack Márton                    |
| 1974–1993  | Molnár Sándor                  |
| 1993–2004  | Béres Jenő                     |
| 2004– 2024 | Pogány Gyula                   |
| 2024-      | Szűcs Sándor                   |

## Érettségizők száma
Az első érettségitől 10 éves időközökben

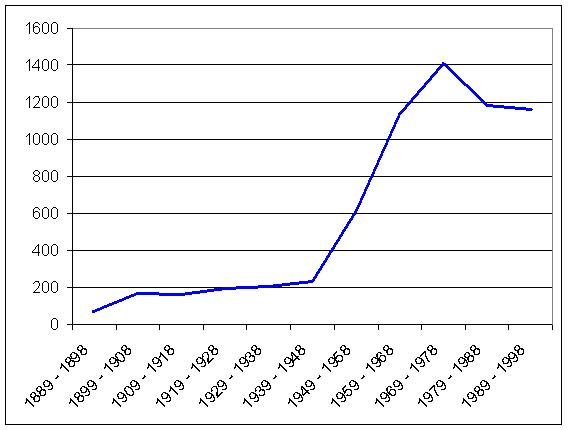
Érettségizők száma

| Időszak           | Fő    |
| ----------------- | ----- |
| 1888/89 – 1897/98 | 71    |
| 1898/99 – 1907/08 | 165   |
| 1908/09 – 1917/18 | 160   |
| 1918/19 – 1927/28 | 193   |
| 1928/29 – 1937/38 | 202   |
| 1938/39 – 1947/48 | 230   |
| 1948/49 – 1957/58 | 617   |
| 1958/59 – 1967/68 | 1 137 |
| 1968/69 – 1977/78 | 1 407 |
| 1978/79 – 1987/88 | 1 185 |
| 1988/89 – 1997/98 | 1 161 |

## Híres diákjai
- Bacsó Nándor (1904–1974) agrometeorológus, akadémikus, tanszékvezető egyetemi tanár; emlékére rendezik meg minden évben a gimnáziumban a középiskolások megyei földrajzversenyének döntőjét[1]
- Bakondi György határőr, katasztrófavédelmi kormánybiztos
- Bergendy István (1939-2020) Liszt Ferenc-díjas magyar zeneszerző, szaxofonista, énekes, a Bergendy-együttes zenekarvezetője, Bergendy Péter testvére.
- Bergendy Péter (1941-) magyar zenész, szaxofonos, fuvolás, Bergendy István öccse, Bergendy Péter filmrendező édesapja, a Bergendy-együttes tagja.
- Chiovini Ferenc Munkácsy-díjas festőművész
- Csankó Zoltán (1962–) Jászai Mari-díjas magyar színész
- Csekey István (1889–1963) jogász, egyetemi tanár, a Szegedi Tudományegyetem és a Pécsi Tudományegyetem dékánja[1]
- Detrekői Ákos (1939–2012) Széchenyi-díjas magyar geodéta, egyetemi tanár, a Magyar Tudományos Akadémia rendes tagja. A Budapest Műszaki Egyetem Építőmérnöki Karának dékánja, majd 1997 és 2004 között az egyetem rektora.
- Halász Géza karikaturista
- Hamza D. Ákos (1903–1993) festőművész, szobrász, filmrendező, esztéta
- Horváth Csaba (1930–2004) vegyészmérnök, a Yale Egyetem dékánja[1]
- Kaposvári Gyula (1916–1998) régész, muzeológus, tanszékvezető egyetemi tanár[1]
- Kolarovszki Zoltán polihisztor
- Kolláth György (1947-) alkotmányjogász, ügyvéd
- Kónya Albert fizikus, akadémikus, tanszékvezető egyetemi tanár; 1956. július 30. és 1957. március 1. között különböző címeken (köztük a második Nagy Imre-kormány minisztereként) vezette az oktatásügyi minisztériumot és annak jogutódját, a Művelődésügyi Minisztériumot
- Kozma László villamosmérnök, kibernetikus, tanszékvezető egyetemi tanár
- Kuthy Patrícia (1975–) színművész, a Nyíregyházi Művészeti Középiskola színészmesterség-tanára
- Lakos Béla olajmérnök
- Lányi Béla (1894–1968) vegyész, tanszékvezető egyetemi tanár[1]
- Lévai Anikó jogász, vállalkozó, Orbán Viktor miniszterelnök felesége[2]
- Nyerges Zsolt üzletember[2]
- Sándor Pál (1901–1972) filozófus, író, szerkesztő, politikus, tanszékvezető egyetemi tanár[1]
- Szász Attila Balázs Béla-díjas televíziós- és filmrendező, forgatókönyvíró, producer, újságíró
- Szegő Gábor (1895–1985) matematikus, a Stanford Egyetem tanszékvezető professzora; emlékére rendezik meg minden évben a Szegő Gábor Matematikaversenyt[1]
- Tarján Imre biofizikus, akadémikus, tanszékvezető egyetemi tanár; emlékére rendezik meg minden évben a Tarján Imre Fizikaversenyt
- Tiboldi Tibor (1912–1967) testnevelő tanár, Puskás Ferenc beszédírója, a szolnoki kosárlabdázás atyja[1]
- Vass Lajos színházigazgató, a Magyar Állami Operaház főigazgatója
- Végh Antal (1903–1993) gyógyszerész, egyetemi tanár[1]